# Комнаты смерти: Загадки настоящего Шерлока Холмса
«Комнаты смерти: Загадки настоящего Шерлока Холмса» (англ. Murder Rooms: The Mysteries of the real Sherlock Holmes) — британский детективно-биографический сериал, основанный на произведениях о Шерлоке Холмсе и жизни его создателя — Артура Конан Дойла. Главными героями сериала являются сам Дойл и прототип Шерлока Холмса — доктор Джозеф Белл.

## Сюжет
Сериал является своеобразной предтечей создания Шерлока Холмса. Согласно сюжету, будучи студентом-медиком Эдинбургского университета, Артур Конан Дойл знакомится с профессором Джозефом Беллом, который активно использует навыки дедукции как в клинической диагностике, так и в работе полицейского консультанта. Углядев в скептицизме студента потенциал практической пользы, Белл приглашает Дойла к себе лаборантом и помощником.
Со временем Дойл и доктор Белл становятся близкими друзьями. Периодически они совместно расследуют преступления, свидетелями или участниками которых невольно становятся. Произошедшие события навеивают молодому врачу и начинающему писателю мотивы литературных опусов о приключениях самого известного сыщика на свете.

## В ролях
- Иэн Ричардсон — доктор Джозеф Белл
- Робин Лайнг — Артур Конан Дойл
- Саймон Чэндлер[англ.] — инспектор Уорнер
- Чарлз Дэнс — сэр Генри Карлайл
- Ральф Райах[англ.] — редактор журнала «Стрэнд»
- Долли Уэллс[англ.] — Элспет Скотт
- Мосси Смит[англ.] — миссис Уильямс
- Тэмсин Пайк — София
- Алек Ньюман — Томас Нейл
- Мэттью Макфэдьен — Уоллер
- Ивэн Стюарт — Каннинг

## Список и описания серий
| Номер | Название | Дата премьеры    |  |
| ----- | --- | ---------------- |  |
| 00    | «Тёмное происхождение Шерлока Холмса» (The Dark Beginnings of Sherlock Holmes) Следуя за «смертью» Шерлока Холмса, Дойл обнаруживает, что размышляет о своей старой дружбе с доктором Джозефом Беллом, а также о его давно ушедшем романе с сокурсницей Элспет Скотт (Долли Уэллс), жертвой убийцы, которого ему и Беллу не удалось схватить. Когда сестра Элспет, леди Сара Карлайл, заболела, Дойл приходит к убеждению, что её муж, сэр Генри Карлайл, который также является депутатом парламента, на самом деле может стоять за некоторыми убийствами. | 4 января 2000    |  |
|       | |                  |  |
| 01    | «Глаза пациентки» (The Patient’s Eyes) Дойл и Белл расследуют дело женщины, которая верит, что её преследует призрак человека, который несколько лет назад убил её родителей, но Белл уверяет её, что убийца был повешен много лет назад, и что должно быть другое объяснение. | 4 сентября 2001  |  |
|       | |                  |  |
| 02    | «Кресло фотографа» (The Photographer’s Chair) | 18 сентября 2001 |  |
|       | |                  |  |
| 03    | «Царство костей» (The Kingdom of Bones) | 25 сентября 2001 |  |
|       | |                  |  |
| 04    | «Комбинация белого коня» (The White Knight Stratagem) | 2 октября 2001   |  |

## Интересные факты
- При написании сценариев многих эпизодов сериала были частично использованы оригинальные произведения Артура Конан Дойла.
- В сериале нашло отражение увлечение Конан Дойла спиритизмом (в действительности имевшее место).